# Boga Alajos
Boga Alajos (Csíkkozmás, 1886. február 18. – Máramarossziget, 1954. szeptember 14.) magyar kanonok. 

## Élete
Teológiát a bécsi egyetemen tanult, mint a Pázmáneum növendéke. 1910. július 14-én szentelték pappá Bécsben, 1914-ben Kolozsváron szerzett filozófiából doktori fokozatot. Az első világháború alatt tábori lelkész, majd a kézdivásárhelyi gimnázium tanára és igazgatója volt. 1931-ben kinevezték az Erdélyi Római Katolikus Státus referensévé. 
1945-től Márton Áron püspök általános helynöke, a püspök letartóztatását követően a főpásztor titkos megbízásából ő irányította az egyházmegyét. A papoknak határozottan megtiltotta az államilag kezdeményezett papi békemozgalomba való bekapcsolódást, ezért 1950. május 10-én letartóztatták. A văcărești-i, majd a máramarosszigeti börtönbe hurcolták, ahol mindvégig ítélet nélkül tartották fogva. A börtönben is komoly lelkiéletet élt, tartotta a lelket paptársaiban. 
1954. szeptember 14-én, a Szent Kereszt Felmagasztalásának ünnepén hunyt el. Ismeretlen sírban, valószínűleg a Tisza-parti csárdai vagy szegények temetőjében nyugszik.